# Percy Cleghorn Stanley Hobart
Sir Percy Cleghorn Stanley Hobart, britanski general, * 1885, † 1957.